# Fatymidzi
Fatymidzi, arab. الفاطميون – ismailicka dynastia kalifów panująca w Północnej Afryce w latach 909–1171.
Fatymidzi wywodzili swoje pochodzenie od Fatimy i Alego, jednak przedstawiana przez nich genealogia była powszechnie kwestionowana. W źródłach pojawiają się po raz pierwszy w IX wieku jako przywódcy ismailickiego ruchu, działający w imieniu ukrytego imama Muhammada ibn Isma’ila, którego przyjście jako mahdiego mieli przygotować. Abd Allah al-Mahdi (909–934), właściwy założyciel dynastii Fatymidów, przypisał sobie samemu tytuł mahdiego i założył konkurencyjny w stosunku do abbasydzkiego kalifat na terenie Ifrikijji. Ubocznym skutkiem tej zmiany ideologicznej było wyodrębnienie się w ramach ruchu ismailickiego karmatów, którzy nie uznawali mesjanistycznych pretensji Fatymidów. Następcom Abd Allaha udało się zdominować Maghreb, a w roku 969 Al-Mu’izz (953–975) zdobył także Egipt, co doprowadziło do przeniesienia tam siedziby dynastii i stopniowego zerwania więzów z Maghrebem. Szczyt powodzenia Fatymidzi osiągnęli w roku 1059, kiedy przez krótki czas ich władza była uznawana w samym Bagdadzie. Abbasydów uratowali jednak sunniccy Turcy Seldżuccy, którzy odbili Bagdad, a następnie zagarnęli posiadłości Fatymidów w Syrii i Palestynie. Za panowania Al-Mustansira (1036–1094) Fatymidzi pogrążyli się w kryzysie wewnętrznym, który doprowadził do przejścia rzeczywistej władzy w państwie w ręce kolejnych wezyrów. Jednocześnie kolejne kryzysy dynastyczne doprowadziły do wyodrębnienia się wśród ismailitów nieuznających władzy Fatymidów nizarytów i tajjibitów. Zagrożeni przez krzyżowców ostatni Fatymidzi zwrócili się o wsparcie do sunnickiego władcy Syrii Nur ad-Dina (1146–1174). Jednak przysłany przez niego dowódca, Saladyn, wykorzystał słabość dynastii do jej obalenia i przywrócenia panowania sunnizmu w Egipcie w roku 1171.

## Nazwa i pochodzenie
Dynastia wywodziła swoje pochodzenie od Fatimy, córki Mahometa, a konkretnie od jej syna z Alim Husajna i tym samym uważała się za Alidów. Dlatego przyjęła się dla niej nazwa Fatymidzi (Fatimijjun), chociaż zwolennicy dynastii nazywali ją też po prostu Alidami (ad-Daula al-Alawijja). Generalnie sunnici kwestionowali alidzkie pochodzenie Fatymidów i nazywali ich Ubajdydami (Banu Ubajd), od sunnickiej wersji imienia właściwego założyciela dynastii, Ubajd Allaha al-Mahdiego (909–934).
Kwestia genealogii Fatymidów jest nierozerwalnie związana z początkami ruchu ismailickiego i wyjątkowo zawikłana, a także do dzisiaj całkowicie nie rozstrzygnięta. Źródła zarówno isma’ilickie, jak i sunnickie są zgodne co do tego, że pradziadkiem założyciela dynastii Fatymidów był niejaki Abd Allah (zm. po 874), właściwy twórca ismailickiej misji (da'wa), któremu późniejsza ismailicka tradycja nadała przydomek al-Akbar. Kwestią sporną pozostaje natomiast pochodzenie samego Abd Allaha al-Akbara. On sam i jego pierwsi potomkowie, kolejni przywódcy ismailickiej misji, początkowo występowali jako hudżdża (dosłownie: dowód, wskazówka), czyli przedstawiciele ukrytego imama Muhammada ibn Isma’ila (wnuka szóstego imama Dżafara as-Sadika), którego przyjście jako mahdiego mieli przygotować. Pierwszy fatymidzki kalif, Abd Allah al-Mahdi, przypisał sobie samemu tytuł mahdiego, twierdząc iż przedstawianie się przez jego poprzedników jako jedynie przedstawiciele Muhammada ibn Isma’ila było formą takijji. Imię Muhammada ibn Isma’ila z kolei miało być raczej symbolem oznaczającym każdego prawdziwego imama spośród potomstwa Dżafara as-Sadika, a nie jego konkretnego wnuka, który faktycznie tak się nazywał. Sami Fatymidzi mieli przy tym wywodzić się od Abd Allaha al-Aftaha, jednego z synów Dżafara as-Sadika. Z kolei późniejszy kalif Al-Mu’izz (953–975), w ostatecznej wersji oficjalnej fatymidzkiej genealogii, przedstawiał Abd Allaha al-Akbara jako syna Muhammada ibn Isma’ila, tym samym nawiązując bliżej do tradycyjnej doktryny isma’ilitów, skoncentrowanej wokół osoby tego ostatniego imama.
Zarówno sunnici, jak i nieismailiccy szyici, a nawet ismailiccy karmaci, którzy nie uznali roszczeń Fatymidów do imamatu i nadal oczekiwali przyjścia Muhammada ibn Isma’ila jako mahdiego, negowali alidzkie pochodzenie Fatymidów. Zgodnie z najbardziej rozpowszechnioną wersją antyfatymidzkiej propagandy, która ma swoje źródło u piszącego w połowie X w. Ibn Razima, Abd Allah al-Akbar był w rzeczywistości synem Majmuna al-Kaddaha, bardesanity i zwolennika szyickiego heretyka Abu al-Chattaba. Jak jednak w XX wieku wykazał Władimir Iwanow Majmun al-Kaddah wraz ze swoim synem Abd Allahem byli w rzeczywistości żyjącymi w pierwszej połowie VIII wieku tradycjonistami i zwolennikami imamów Muhammada al-Bakira oraz Dżafara as-Sadika. Nie można zatem identyfikować Abd Allaha al-Akbara z Abd Allahem ibn al-Majmunem al-Kaddahem, jak tego chciałaby antyfatymidzka propaganda. Według innej wersji pochodzenia Fatymidów, wywodzącej się od irackiego kronikarza As-Suliego (zm. 946), Abd Allah al-Akbar miał być synem niejakiego Salima, skazanego za herezję przez kalifa Al-Mahdiego (775–785), zaś protoplastą rodu był niearabski klient (ma’ula) plemienia Bahila, Sindan, który służył jako naczelnik policji pod umajjadzkim namiestnikiem Kufy, Zijadem ibn Abihi. Weryfikacja tej „bahilickiej” wersji pochodzenia Fatymidów jest praktycznie niemożliwa. Heinz Halm zwraca uwagę na to, że według niektórych źródeł przybywając do Basry Abd Allah al-Akbar podawał się za potomka Akila, brata Alego, i został jako taki zaakceptowany przez miejscowych. Ponieważ ponadto nie miał on powodów by legitymizować się poprzez przynależność do Akilidów, wydaje się, iż w rzeczywistości to właśnie mogło być jego prawdziwe pochodzenie. Niezależnie od tego jak sprawy miały się w istocie „wątpliwości dotyczące alidzkiego pochodzenia ismailitów [czyli Fatymidów] powinny być traktowane poważnie. Współcześni Fatymidów byli zgodni w kwestionowaniu ich pochodzenia od Dżafara as-Sadika; genealogia Domu Proroka i instytucja alidzkiego nakiba, którego obowiązkiem było strzeżenie alidzkiego drzewa genealogicznego, były w tym czasie tak silnie zakorzenione, że byłoby czymś niemal niemożliwym zrobienie z prawdziwego Alidy oszusta. Co więcej, podczas gdy roszczenia do władzy prawdziwych Alidów, którzy pojawiali się jako pretendenci do tronu lub mahdi, były nader często odrzucane, autentyczność ich genealogii nigdy nie była kwestionowana”.

## Historia polityczna

### Fatymidzi w Maghrebie

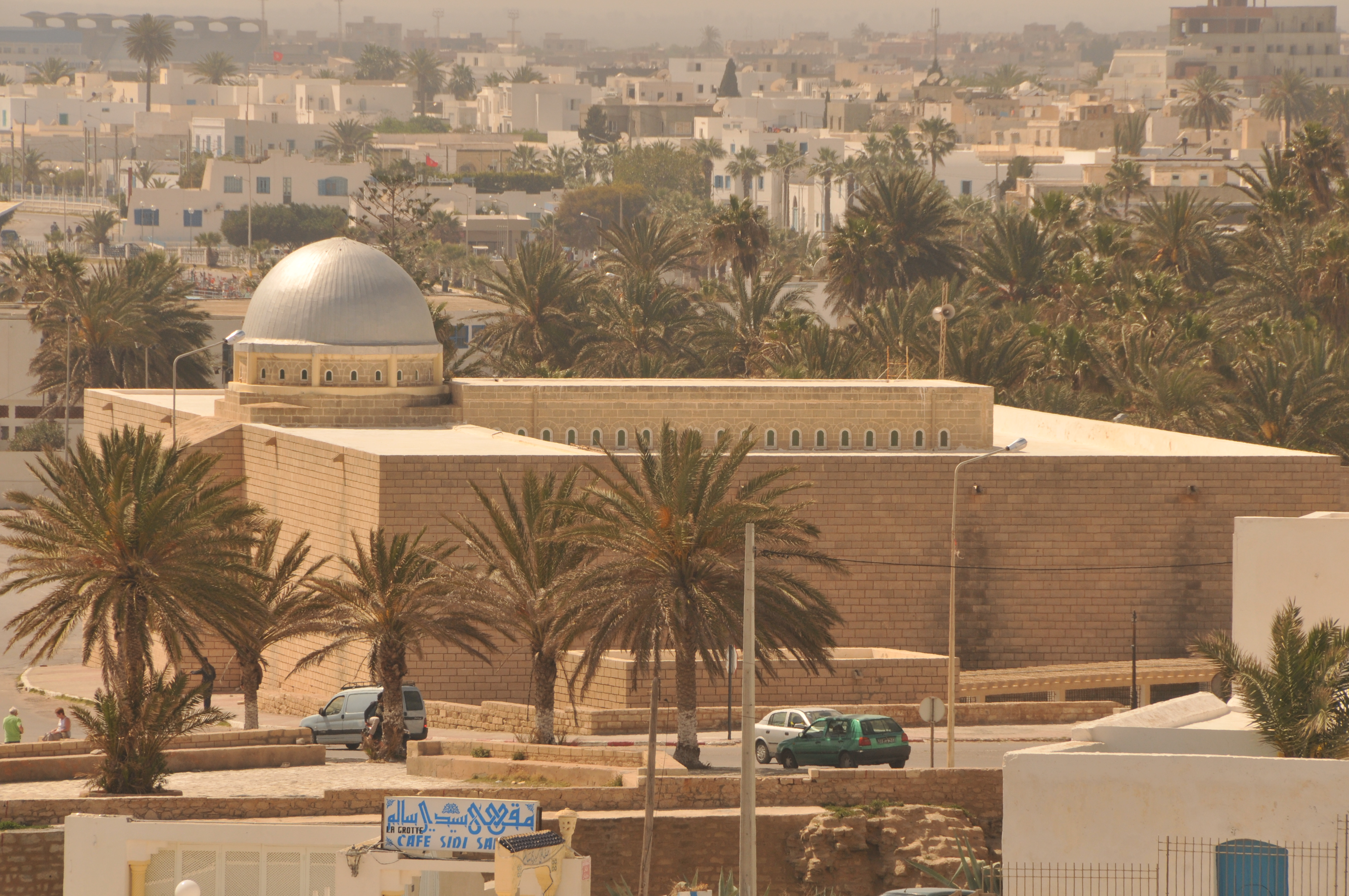
Wielki Meczet w Al-Mahdijji zbudowany za panowania Abd Allaha al-Mahdiego (909–934)

Początki Fatymidów jako dynastii panującej na określonym terytorium wiążą się z osobą wspomnianego już powyżej Abd Allaha al-Mahdiego (909–934). Podobnie jak jego poprzednicy Abd Allah żył w Salamijji w Syrii, skąd sekretnie kierował poczynaniami sieci ismailickich misjonarzy (da'i). W roku 902 działająca bez zgody Abd Allaha grupa ismailitów pod przywództwem da’iego Zikrawajha ibn Mikrawajha zdobyła Hims i doprowadziła do powstania efemerycznego państwa w regionie rzeki Orontes. Ostatecznie jednak ta rewolta zakończyła się klęską i doprowadziła jedynie do ujawnienia tożsamości Abd Allaha, który teraz musiał uciekać przed Abbasydami. Początkowo udał się do Egiptu, później zaś do Ifrikijji, chcąc dołączyć do działającego na tym terytorium wśród Berberów Kutama da’iego Abu Abd Allaha. Te plany udaremnili jednak rządzący Ifrikijją w imieniu Abbasydów Aghlabidzi i ostatecznie Abd Allah udał się do Sidżilmasy (w pobliżu dzis. Ar-Risani). Miejscowy władca z dynastii Midrarydów po pewnym czasie kazał go jednak zatrzymać i ostatecznie Abd Allah został uwolniony przez Abu Abd Allaha w 909 roku po tym, jak ten niedługo wcześniej ostatecznie pokonał Aghlabidów i zajął ich terytoria z pomocą swoich berberskich wojowników. Jeszcze w sierpniu tego samego roku Abd Allah przyjął tytuł kalifa, zaś 15 stycznia 910 roku triumfalnie wkroczył do stolicy Aghlabidów, Ar-Rakkady, i publicznie ogłosił się mahdim oraz „przywódcą wiernych” (Amir al-Mu’minin).
Przed rządami Fatymidów w Maghrebie stał cały szereg trudności. Religijnie region był podzielony pomiędzy sunnizm, głównie w odmianie malikickiej, oraz charydżyzm, w formach ibadyckiej i sufryckiej. Berberowie byli podzieleni na dwie rywalizujące grupy, Zenata na zachodzie i Sanhadża (do których należeli wspierający Fatymidów Kutama) na wschodzie. W centrum i na zachodzie kraju rządziły dwie dynastie pochodzące ze wschodu, charydżyccy Rustamidzi z Tahertu (dzis. Tijarat) i alidzcy Idrysydzi z Fezu. Część Maghrebu leżącą najbliżej Półwyspu Iberyjskiego posiadali Umajjadzi. Pierwszym zagrożeniem dla władzy Abd Allaha okazał się jednak niespodziewanie jego da’i Abu Abd Allah, który zaczął spiskować przeciwko niemu, ponieważ ten nie był w stanie przedstawić znaków oczekiwanych od mahdiego i ograniczył jego władzę. W roku 911 nowy kalif zabił Abu Abd Allaha, co wywołało bunt części Kutama, który został krwawo stłumiony. Państwo Rustamidów zostało zniszczone w roku 909 jeszcze przez Abu Abd Allaha, jednak zamieszkujący region Zenata pozostali niespokojni i w roku 911 musieli zostać ponownie podporządkowani przez działającego w imieniu Fatymidów Masalę ibn Habusa z plemienia Miknasa, który następnie w roku 920 zdobył Fez, a w 921 Sidżilmasę. Po śmierci Masali władzę nad regionem przejął jego kuzyn, wódz Miknasa Musa ibn Abi al-Afija, który w roku 932 uznał władzę Umajjadów. Następca Abd Allaha, Al-Kaim (934–946), wysłał przeciwko niemu ekspedycję, która odbiła Fez i Tahert oraz ustanowiła z powrotem Idrysydów jako władców zależnych od Fatymidów. Zenata zostali jednak na dłużej spacyfikowani dopiero za Al-Mu’izza (953–975), kiedy jego słynny wódz Dżauhar as-Sikilli walcząc z inwazją Umajjadów w roku 958 dotarł aż do Atlantyku.
Malikiccy sunnici raczej biernie przeciwstawiali się władzy Fatymidów, inaczej jednak sprawa miała się z charydżytami. W roku 943 wszczęli oni zbrojny bunt pod przywództwem ibadyty Abu Jazida, wywodzącego się z należącego do Zenata plemienia Ifran. Abu Jazidowi udało się zdobyć Kairuan, którego sunniccy mieszkańcy początkowo go poparli, oraz doprowadzić do oblężenia stolicy Fatymidów, Al-Mahdijji. Tych ostatnich uratowała jedynie pomoc Ziriego ibn Manada, wodza należących do Sanhadża Tallkata. Wkrótce sunniccy mieszkańcy Ifrikijji zniechęcili się do łupiących ich bezlitośnie berberskich rebeliantów i w roku 947 Al-Mansur bi-Allah (946–953) ostatecznie pokonał buntowników, „co równoznaczne było z ostatecznym wytępieniem w Maghrebie charydżytyzmu jako zjawiska w skali masowej”. Podsumowując stosunki Fatymidów z Berberami, można stwierdzić, iż „Sanhadża, prowadzący na ogół tryb życia osiadły, byli z natury rzeczy antagonistami nomadów, jakimi w przeważającej mierze byli Zenata. Gdy zatem Zenata i ich podgrupy, takie jak Miknasa, Ifran i Maghrawa, przeszli po krótkiej współpracy z Fatymidami do obozu umajjadzkiego, Sanhadża Talkata i Kutama stali się główną podporą fatymidzkiego kalifatu w Maghrebie”.
Jako spadkobiercy Aghlabidów Fatymidzi byli też zmuszeni zaangażować się w sprawy Sycylii, którą zajęli w roku 916, jednak ich władza na wyspie zaczęła się stabilizować, dopiero gdy w roku 948 rządy w ich imieniu zaczęli sprawować kolejni namiestnicy z rodu Kalbidów. Interwencja w sprawy Sycylii doprowadziła do całej serii starć z Bizancjum. Dopiero w roku 965 Fatymidzi pokonali cesarstwo w dwóch decydujących bitwach pod Ramiettą oraz w cieśninach i w roku 967 zawarto pokój, tym łatwiej, że Al-Mu’izz przygotowywał się w tym czasie do podboju Egiptu. Fatymidzi od początku byli zorientowani na ekspansję na wschód, która docelowo miała ich zaprowadzić do obalenia Abbasydów, o czym świadczy choćby budowa stolicy Abd Allaha, Al-Mahdijji, na wschodnim wybrzeżu Ifrikijji. Kolejne wyprawy przeciwko Egiptowi, w latach 913-915, 919–921 i 925 kończyły się jednak porażką. Po śmierci w roku 968 ostatniego silnego władcy Egiptu, Kafura (966–968), który kontynuował tradycje Ichszydydów, nękany klęską głodu kraj znajdował się w stanie anarchii. Po starannie pod względem propagandowym przygotowanej kampanii w roku 969 Dżauhar zajął Egipt nie napotykając większego oporu. W roku 973 do kraju przybył sam Al-Mu’izz i założył w nim swoją nową stolicę, Al-Kahira al-Mu’izijja (Zwycięskie miasto al-Mu’izza), w skrócie nazywaną Al-Kahira, czyli Kair.

### Fatymidzi w Egipcie

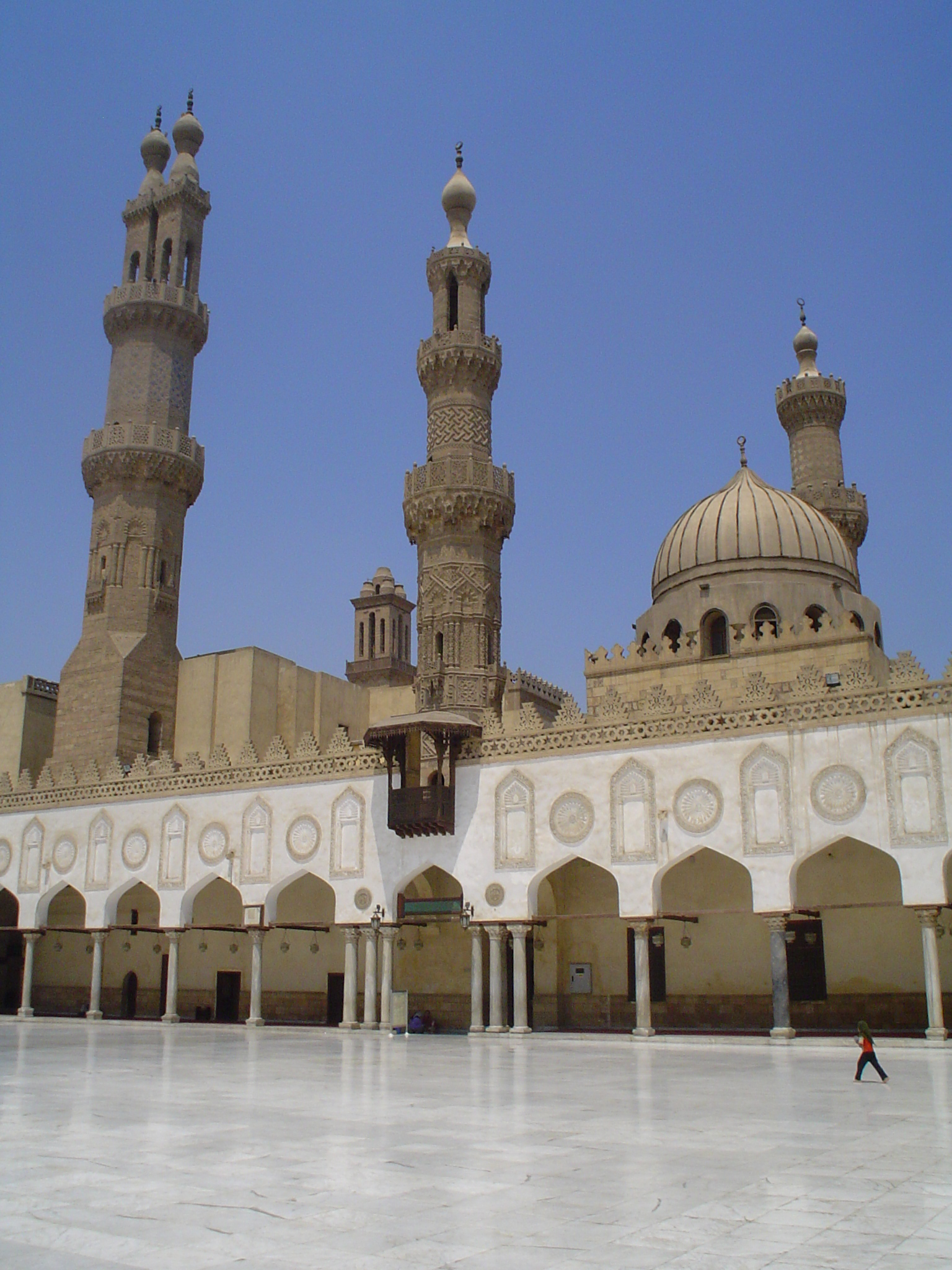
Fasada dziedzińca Meczetu al-Azhar w Kairze z epoki Fatymidów, nad którą wznoszą się minarety postawione przez Mameluków

Dla Fatymidów zajęcie Egiptu było tylko etapem na drodze do zdobycia Bagdadu i obalenia Abbasydów. W roku 970/971 zwierzchność Fatymidów uznały święte miasta islamu, Mekka i Medyna. Fatymidzi mieli także przyczółek w Jemenie, co miało swoje źródło jeszcze w działalności na tym terenie Ibn Hauszaba na przełomie IX i X wieku, a w roku 987 ich zwierzchność uznał Abd Allah ibn Kahtan z miejscowej dynastii Ju’firydów. Nie udało im się jednak porozumieć z Bujidami, którzy pomimo tego iż byli szyitami, nie chcieli isma’ilickiego kalifatu w Bagdadzie. Wkrótce po podboju Egiptu zastępca Dżauhara, Dżafar al-Fallah, zajął Damaszek, jednak w sierpniu 971 roku zginął w bitwie z karmatami Hasana al-Asama, którzy zawarli sojusz z Abbasydami. Hasan al-Asam dwukrotnie, w roku 971 i 974, najeżdżał Egipt, zanim został ostatecznie odparty. Nowy kalif Al-Aziz (975–996) w roku 978 ponownie zdobył Damaszek, lecz musiał się zgodzić na opłacanie trybutu karmatom, a pomimo kilku kolejnych wypraw sytuacja w Palestynie i Syrii pozostała napięta w wyniku działań buntowniczych namiestników i dowódców, oraz lokalnych sił, takich jak potężny palestyński ród Dżarrahidów oraz syryjscy Hamdanidzi (którzy cieszyli się protektoratem Bizancjum). Niemniej to właśnie za Al-Aziza dynastia osiągnęła szczyt potęgi i „fatymidzka zwierzchność była uznawana od Atlantyku do Morza Czerwonego”.
Przenosząc się do Egiptu w roku 972 Al-Mu’izz powierzył rządy w Maghrebie Bulugginowi ibn Ziri (972–984) i już za jego następcy, Mansura (984–995), więzy pomiędzy Fatymidami a sprawującymi w ich imieniu rządy Zirydami uległy wyraźnemu rozluźnieniu. Za panowania Badisa (995–1016) od Zirydów oderwał się środkowy Maghreb, gdzie namiestnikiem był Hammad ibn Buluggin (1007–1028), założyciel dynastii Hammadydów. Ogłosił on się sunnitą i przeprowadził krwawe pogromy szyitów w Kairuanie i Mahdijji. Pomimo to „Fatymidzi nie zareagowali, gdyż podział silnego dotąd państwa zirydzkiego rokował im odzyskanie traconych stopniowo wpływów politycznych w Maghrebie”. Do ostatecznego zerwania pomiędzy Zirydami a Fatymidami doszło w roku 1051, kiedy emir Al-Mu’izz (1016–1062) uznał zwierzchnictwo Abbasydów. Jak to się tradycyjnie przyjmuje w odwecie, lub w rzeczywistości z powodu ciężkiej sytuacji gospodarczej kraju, kalif Al-Mustansir (1036–1094) skierował ku Maghrebowi beduińskie plemiona Banu Hilal i Banu Sulajm. Najazd beduiński, który zatrzymał się dopiero na linii Dżabal Ammur i Mzabu, „był przełomowym wydarzeniem w dziejach Maghrebu. [...] ten drugi, masowy już najazd arabski, spowodował jej stopniową arabizację językową i obyczajowo-kulturową. Nomadzi Banu Hilal zachwiali i załamali istniejącą tu od starożytności harmonię między w znacznej mierze osiadłym a koczowniczym trybem życia autochtonicznej ludności berberskiej oraz między rolnictwem a pasterstwem”. Sukces beduinów nie zmienił jednak sytuacji Fatymidów – Maghreb był bezpowrotnie stracony, pomimo tego że Tamim ibn al-Muizz (1062–1108) chwilowo powrócił pod ich zwierzchnictwo, a aktu uznania ich władzy dokonał także Hasan ibn Ali (1121–1148). Także sycylijscy Kalbidzi stali się faktycznie niezależni, chociaż nominalnie uznawali władzę ismailickiego kalifatu. Normański podbój Sycylii został milcząco zaakceptowany przez Kair i kontakty z Rogerem II (1105–1154) były częste i przyjazne.

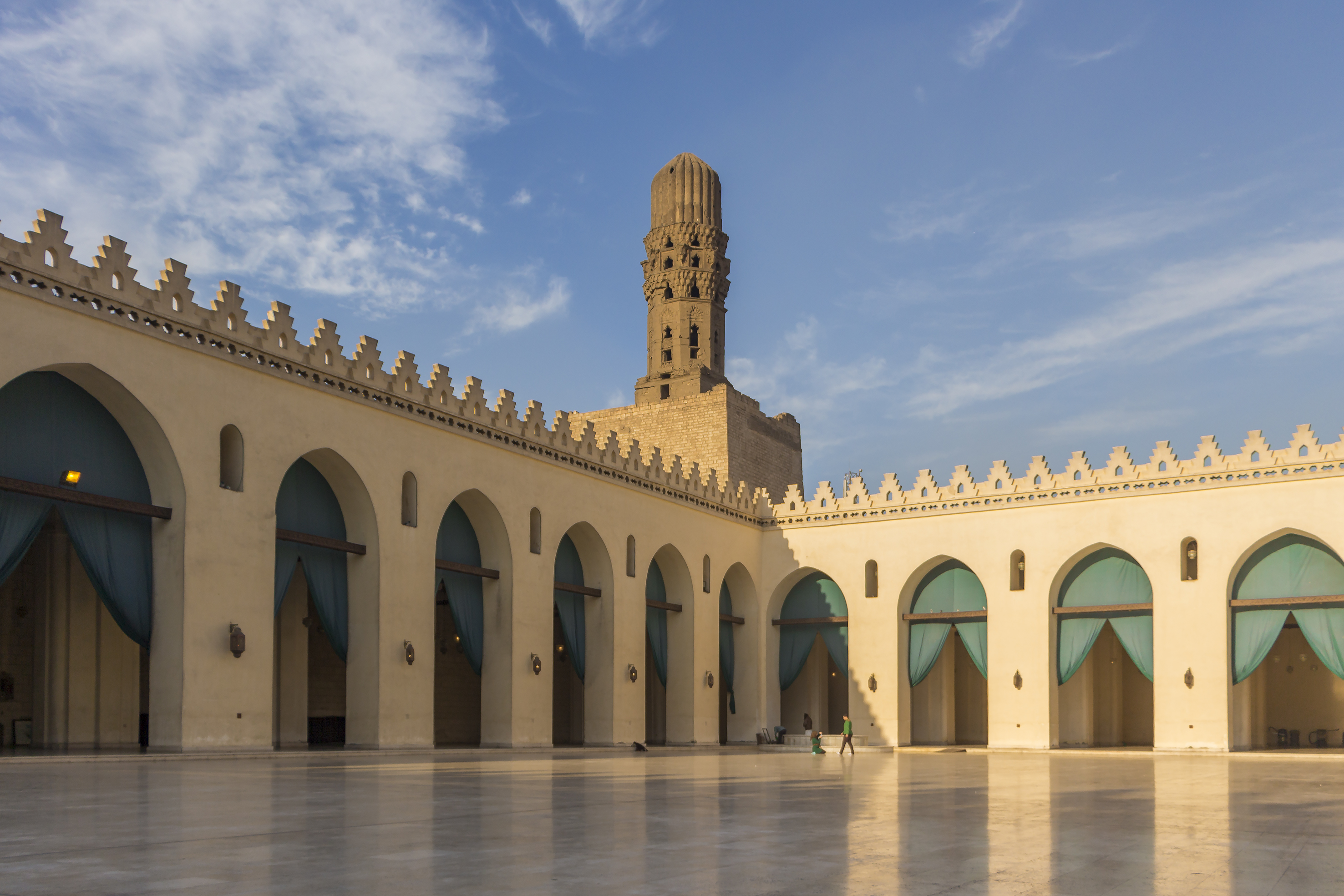
Dziedziniec Meczetu al-Hakima w Kairze

W XI wieku Fatymidzi kontynuowali próby ustanowienia stabilnych rządów w Palestynie i Syrii, jednak ostatecznie starania te zakończyły się porażką. Nie udało im się złamać oporu miejscowych sił w postaci arabskich rodów, takich jak wspomniani już Dżarrahidzi w Palestynie oraz Mirdasydzi w Syrii, a także lokalnych plemion. Pod koniec lat trzydziestych XI wieku Fatymidzi dotarli aż do Harranu, jednak region był nieustannie wstrząsany niepokojami. Ismailici odnieśli jednak sukces w Jemenie, gdzie w roku 1047 miejscowy da’i Ali ibn Muhammad as-Sulajhi „założył dynastię Sulajhidów, która przez blisko sto lat, do 1138 roku, panowała nad różnymi regionami Jemenu jako wasal Fatymidów”. W połowie stulecia mogło się wydawać, że Fatymidzi powoli zdobywają coraz większe wpływy w samym Iraku. Perski da’i Al-Mu’ajjad nawrócił na ismailizm Bujidę Abu Kalidżara (1024–1048). Następnie na stronę Fatymidów przeszedł turecki dowódca Bujidów, Arslan al-Basasiri, który w roku 1057 doprowadził do uznania władzy ismailickiego kalifa przez Ukajlidów z Mosulu. Najbliżej osiągnięcia swojego celu Fatymidzi byli kiedy Al-Basasiri w grudniu 1058 roku zajął Bagdad i przez ponad rok w mieście Abbasydów w chutbie wymieniano imię kalifa Al-Mustansira (1036–1094). W styczniu roku 1060 miasto zajęli jednak sunniccy Turcy Seldżuccy pod wodzą Tughril Bega (1038–1063). „Pozostaje faktem że od tej pory Seldżucy tylko zyskiwali terytoria kosztem Fatymidów”. W roku 1069/1070 imię fatymidzkiego kalifa zostało pominięte w chutbie wygłaszanej w Mekce i chociaż Fatymidom udało się jeszcze chwilowo przywrócić swoją zwierzchność nad świętym miastem islamu, to utracili ją tym razem ostatecznie w roku 1088. Alp Arslan (1063–1072) w roku 1071 zaatakował Syrię i dotarł aż do Aleppo, przy czym nie posunął się dalej tylko dlatego, że został zaatakowany przez bizantyńskiego cesarza Romana Diogenesa (1068–1072), którego następnie pokonał pod Manzikertem. W roku 1076 Damaszek został zajęty przez byłego żołnierza Fatymidów, Turkmena Atsyza, który w następnym roku zagroził samemu Kairowi. Ostatecznie w roku 1079 Damaszek został zajęty przez Seldżuków, zaś w Palestynie w rękach Fatymidów pozostał jedynie Aszkelon. Wykorzystując walki jakie po śmierci Malek-szaha (1072–1092) wybuchły pomiędzy Seldżukami oraz najazd krzyżowców, w roku 1098 wezyr Al-Afdal odbił Jerozolimę. Już w roku następnym zdobyli ją jednak uczestnicy pierwszej krucjaty.
Fatymidzi utracili większość terytoriów poza Egiptem przede wszystkim dlatego, że od panowania Al-Mustansira stopniowo pogrążali się w coraz głębszym kryzysie wewnętrznym. Matka Al-Mustansira, sprawująca regencję w początkowym okresie jego rządów, faworyzowała oddziały sudańskich czarnych niewolników, sama bowiem była niewolnicą wywodzącą się z tego regionu. Był to początek eskalacji rywalizacji pomiędzy różnymi grupami etnicznymi tworzącymi fatymidzkie wojska. „Walki frakcyjne między oddziałami Berberów, Turków, Dajlamitów i Afrykańczyków sięgnęły szczytu w 1062 roku, kiedy zaczęły one otwartą wojnę w pobliżu Kairu. Później Nasir ad-Daula, przywódca zwycięskich oddziałów tureckich, zbuntował się przeciwko Al-Mustansirowi, a chutbę w Aleksandrii i innych miejscowościach Dolnego Egiptu zaczęto głosić w imieniu kalifa abbasydzkiego. W tym też czasie Egipt dotknęła seria katastrof, niedostatku żywności i okresów głodu wynikających z niskiego poziomu wód Nilu przez siedem kolejnych lat (1065–1072). Okrucieństwa popełniane przez oddziały tureckie doprowadziły do całkowitego upadku prawa i porządku. W 1068-69 roku niezdyscyplinowani tureccy gwardziści splądrowali fatymidzkie pałace i biblioteki w Kairze”. Bezsilny Al-Mustansir wezwał na pomoc Badra al-Dżamaliego, ormiańskiego dowódcę na służbie Fatymidów w Syrii. Badr przybył do Kairu w roku 1074 i przy pomocy swych ormiańskich oddziałów spacyfikował turecką rebelię. Jednocześnie jednak wraz z tytułem wezyra przejął on rzeczywistą władzę w państwie, którą miał sprawować przez następne dwadzieścia lat. Kiedy Badr al-Dżamali zmarł w roku 1094, urząd wezyra przejął po nim jego syn, Al-Afdal. Jeszcze w tym samym roku zmarł też Al-Mustansir i Al-Afdal ustanowił marionetkowego kalifa w osobie ośmioletniego Al-Musta’liego (1094–1101), pozbawiając tym samym praw do imamatu legalnego następcę tronu, starszego syna Al-Mustansira Nizara. Bunt Nizara został szybko stłumiony, jednak w wyniku tych wydarzeń wśród ismailitów doszło do schizmy, bowiem współwyznawcy Fatymidów w Iranie, Iraku i Syrii dotychczas uznający autorytet kairskich kaifów odmówili uznania władzy Al-Mustal’iego, przyjmując iż prawowitym imamem był Nizar. Od imienia Nizara stali się oni znani jako nizaryci, podczas gdy ich przeciwników od imienie Al-Musta’liego nazywano mustalitami.
Al-Afdal zginął w roku 1121 z rozkazu kalifa Al-Amirego (1101–1130). Śmierć Al-Amirego z rąk nizaryckich zabójców wywołała kolejny kryzys dynastyczny, ponieważ nie posiadał on męskiego potomka. Część ismailitów zaczęła jednak twierdzić, iż tuż przed śmiercią Al-Amiriemu urodził się syn, At-Tajjib. Od jego imienia stali się oni znani jako tajjibici i zaliczali się do nich między innymi jemeńscy Sulajhidzi, którzy tym samym nie uznawali władzy brata i następcy Al-Amiriego, Al-Hafiza (1130–1149). Przedostatni kalif fatymidzki, Al-Fa’iz (1154–1160), został następcą swojego ojca Az-Zafira (1149–1154) w wieku zaledwie pięciu lat. Wraz z jego bezpotomną śmiercią ponownie pojawił się problem sukcesji. Wszechmocny wezyr Ibn Ruzzik umieścił na tronie innego wnuka Al-Hafiza, dziewięcioletniego Al-Adida (1160–1171). „Nominalne panowanie Al-Adida stanowiło najbardziej niespokojny i zawiły okres historii fatymidzkiej. Resztki władzy skupiało w swoich rękach kilku krótko żyjących wezyrów, którzy nieustannie intrygowali przeciwko sobie nawzajem”. W sytuacji wewnętrznego kryzysu Fatymidzi okazali się niezdolni do sprostania presji krzyżowców. Jeszcze za rządów Al-Afdala, który poniósł klęskę walcząc z siłami pierwszej krucjaty pod Aszkelonem, krzyżowcy zajęli większość Palestyny. W roku 1153 upadł sam Aszkelon, ostatnia fatymidzka twierdza na tym terenie. W sytuacji kiedy król Amalryk I (1162–1174) narzucił Egiptowi faktyczny protektorat, obalony wezyr Szawar w roku 1163 zwrócił się o pomoc do Zankidy Nur ad-Dina (1146–1174). Ten wysłał ekspedycję pod wodzą Szirkuha, która w roku 1164 przywróciła władzę Szawara. Pomimo tego Egipt nadal był przedmiotem bezustannych interwencji i kontrinterwencji ze strony Amalryka i Nur ad-Dina. W trakcie swojej trzeciej wyprawy do Egiptu w roku 1169 Szirkuh zabił Szawara i zmusił Al-Adida aby to jego wyznaczył wezyrem. Kiedy kilka miesięcy później Szirkuh zmarł, jego następcą został jego bratanek Saladyn, który formalnie położył kres władzy Fatymidów, kiedy „10 września 1171 roku wygłosił w Kairze chutbę wymieniając imię panującego kalifa abbasydzkiego, co symbolicznie oznaczało powrót Egiptu do islamu sunnickiego. Kilka dni później Al-Adid, czternasty i ostatni fatymidzki kalif-imam, zmarł po krótkiej chorobie”.

## Kalifowie fatymidzcy
1. Abd Allah al-Mahdi bi-Allah (909-934) (założyciel dynastii)
2. Muhammad al-Kaim bi-Amr Allah (934-946)
3. Isma’il al-Mansur bi-Allah (946-953)
4. Ma’add al-Mu’izz li-Din Allah (953-975)
5. Nizar al-Aziz bi-Allah (975-996)
6. Husajn al-Hakim bi-Amr Allah (996-1021)
7. Ali az-Zahir (1021-1036)
8. Ma’add al-Mustansir bi-Allah (1036-1094)
9. Ahmad al-Musta’li bi-Allah (1094-1101)
10. Al-Amir bi-Ahkam Allah (1101-1130)
11. Abd al-Madżid Al-Hafiz li-Din Allah (1130-1149) (do roku 1132 jako regent)
12. Az-Zafir (1149-1154)
13. Al-Fa’iz (1154-1160)
14. Al-Adid li-Din Allah (1160-1171)